# Verbandsgemeinde Irrel
La comunità amministrativa di Irrel (Verbandsgemeinde Irrel)  era una comunità amministrativa della Renania-Palatinato, in Germania.
Faceva parte del circondario dell'Eifel-Bitburg-Prüm.
A partire dal 1º luglio 2014 è stata unita alla comunità amministrativa di Neuerburg per costituire la nuova comunità amministrativa Südeifel.

## Comuni
Comprendeva i seguenti comuni:
- Alsdorf
- Bollendorf
- Echternacherbrück
- Eisenach
- Ernzen
- Ferschweiler
- Gilzem
- Holsthum
- Irrel
- Kaschenbach
- Menningen
- Minden
- Niederweis
- Peffingen
- Prümzurlay
- Schankweiler
- Wallendorf